# Alexandr Ivanov (chodec)
Alexandr Ivanov (rusky Александр Алексеевич Иванов) (* 25. dubna 1993) je ruský atlet, chodec.
V roce 2012 získal stříbrnou medaili v závodě na 10 kilometrů chůze na světovém juniorském šampionátu. O rok později na mistrovství světa v Moskvě zvítězil v závodě na 20 kilometrů chůze.
Další medaili, tentokrát stříbrnou, vybojoval v této disciplíně na mistrovství Evropy v Curychu v roce 2014 – zde si také vytvořil osobní rekord 1:19:45.
Pro porušení antidopingových pravidel však o obě medaile přijde. Navíc dostal i tříletý distanc startů, který mu platí od 2. května 2017.